# Hôtel de Crose
L'hôtel de Crose est un édifice situé aux Mées dans le département des Alpes-de-Haute-Provence.
Il fait l'objet d'une inscription au titre des monuments historiques depuis le 21 février 1989

## Pour approfondir